# 蓬沙拉
蓬沙拉（法語：Pontcharra，法語發音：[pɔ̃ʃaʁa]），法国东部城市，奥弗涅-罗讷-阿尔卑斯大区伊泽尔省的一个市镇，隶属于格勒诺布尔区，其市镇面积为16平方公里，2022年1月1日时人口数量为7,373人，在法国城市中排名第1,446位。
蓬沙拉位于伊泽尔省东北部，伊泽尔河左岸，北侧与萨瓦省接壤，是格雷西沃当地区的一个中心城市，格勒诺布尔—蒙梅利扬铁路和多条公路在此交汇。

## 地名来源
根据一份伊泽尔省地方杂志的论述，“Pontcharra”一名即“Pont à chars”的变体，该地名在古典时期就已出现，其来源尚有待考证。
因收录标准不同，“Pontcharra”有时又被写作“Pontcharra-sur-Bréda”，当地的火车站就含有此名。

## 历史

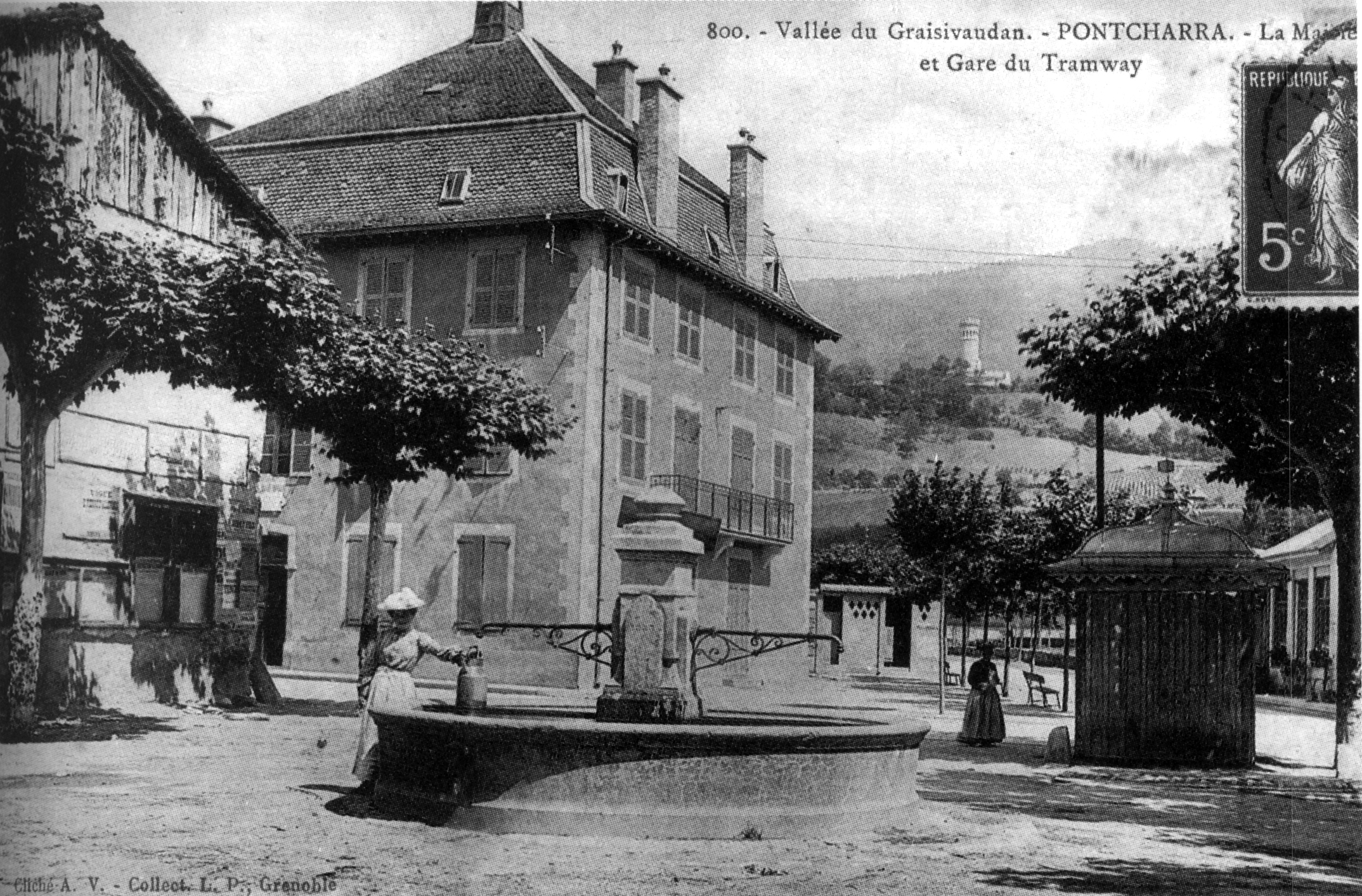
1908年的蓬沙拉镇中心

蓬沙拉的早期历史尚不清楚，该地中世纪时长期处于萨瓦和多菲内之间的边境区域，当地曾出现了多处庄园。1591年9月17日，法兰西军官弗朗索瓦·德·博纳·德·莱迪吉埃率军与萨伏伊公爵卡洛·埃马努埃莱一世在此发生蓬沙拉战役。法国大革命后，蓬沙拉成为伊泽尔省的一个市镇。1790至1794年间，圣马克西曼、阿瓦隆（Avalon）、格里尼翁（Grignon）和维拉尔伯努瓦（Villard-Benoît）四个市镇整体并入蓬沙拉，其中前三个在1795至1800年间重新独立。1831年，格里尼翁再次并入蓬沙拉并成为后者的一个街区。工业革命期间，途径蓬沙拉的格勒诺布尔—蒙梅利扬铁路和蓬沙拉—拉罗谢特和阿勒瓦尔地方铁路（米轨）相继建成通车，蓬沙拉一度成为一个铁路枢纽。二战后，得益于格雷西沃当河谷地区的发展，蓬沙拉人口数量逐年增加。连接拉罗谢特的地方铁路于1988年关闭，部分路段后被改造为准轨铁路用于开行旅游列车。

## 地理

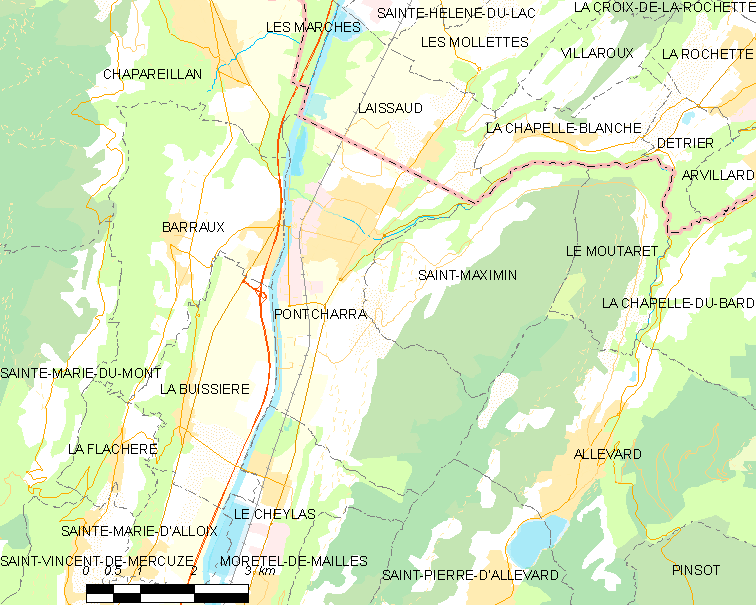
蓬沙拉市镇范围地图

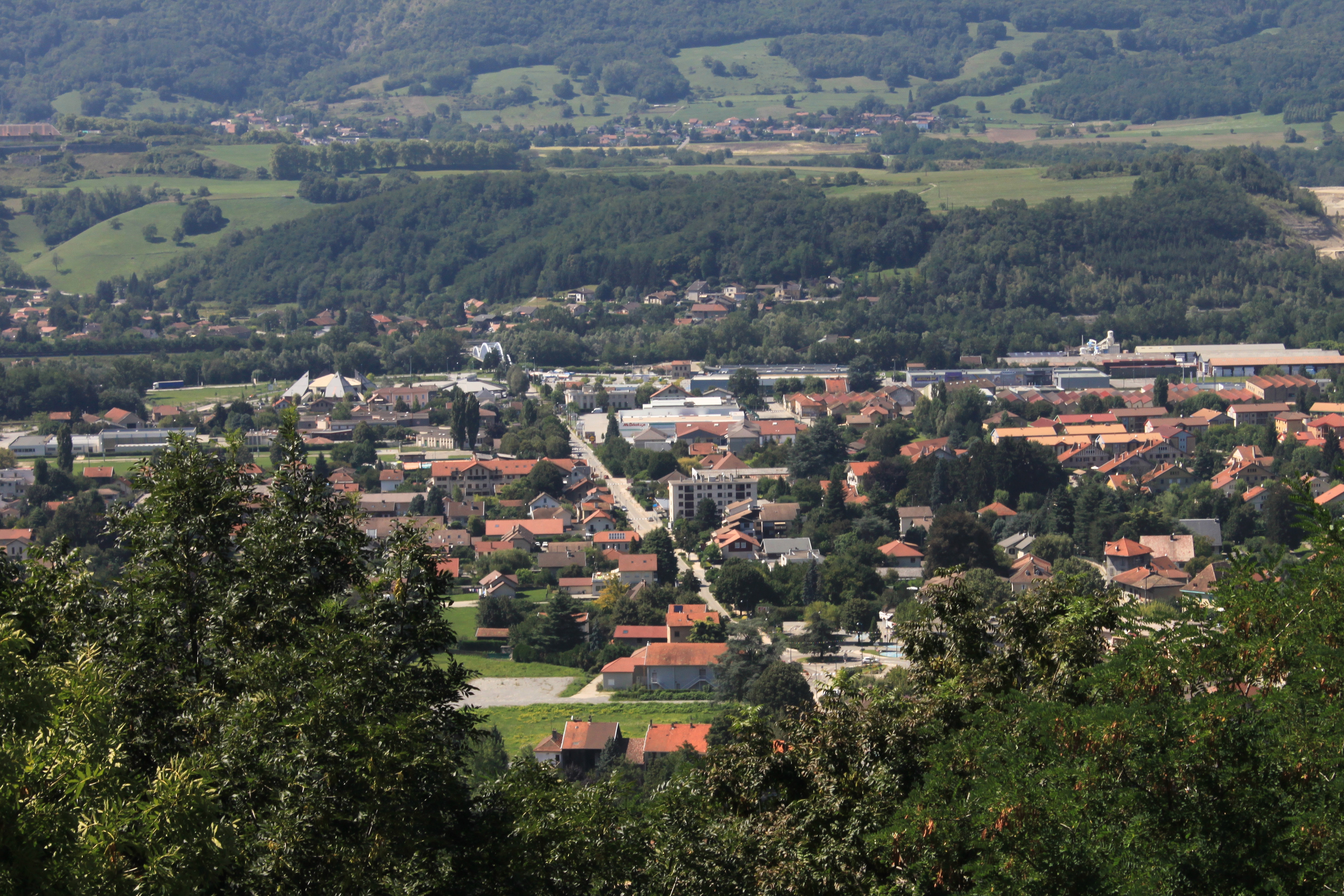
从贝勒多讷山腰眺望蓬沙拉镇中心

蓬沙拉位于法国东部，奥弗涅-罗讷-阿尔卑斯大区东部和伊泽尔省东北部，北侧与萨瓦省接壤，距离省会格勒诺布尔大约40公里。与蓬沙拉接壤的市镇包括：沙帕雷扬、莱索、巴罗、拉比西耶尔、圣马克西曼、勒谢拉、阿勒瓦尔和克雷昂贝勒多讷。

### 地形
蓬沙拉位于沙特勒斯山和贝勒多讷山之间的格雷沃西当地区，其市镇范围横跨河谷和山地，市镇中心地势较为平坦，市镇东南部以贝勒多讷山脊为界，全境海拔在244到1,217米之间。

### 水文
蓬沙拉位于罗讷河流域范围内，伊泽尔河自北向南流经市镇西侧，其左岸支流布雷达河自东向西穿越镇中心并在此与其交汇，此外还有多条溪流发源于市镇范围东南部的山地地区并向西注入伊泽尔河。

### 植被
蓬沙拉属于温带阔叶混交林区，部分高海拔地区有针叶林分布，林地多分布于河流附近及山地地区，市区东南部的圣埃克絮佩里公园（Parc Saint-Exupéry）是当地的一处城市绿地。
在鲜花城市的评比中，蓬沙拉暂未被评级。

### 气候
蓬沙拉在柯本气候分类法中属于带有山地特征的温带气候。
距离蓬沙拉最近的常年气象站位于圣皮埃尔德苏西境内，以下为该气象站的数据（其中日照数据取自尚贝里-艾克斯莱班气象站）：
| 圣皮埃尔德苏西 1981年－2019年 | 圣皮埃尔德苏西 1981年－2019年 | 圣皮埃尔德苏西 1981年－2019年 | 圣皮埃尔德苏西 1981年－2019年 | 圣皮埃尔德苏西 1981年－2019年 | 圣皮埃尔德苏西 1981年－2019年 | 圣皮埃尔德苏西 1981年－2019年 | 圣皮埃尔德苏西 1981年－2019年 | 圣皮埃尔德苏西 1981年－2019年 | 圣皮埃尔德苏西 1981年－2019年 | 圣皮埃尔德苏西 1981年－2019年 | 圣皮埃尔德苏西 1981年－2019年 | 圣皮埃尔德苏西 1981年－2019年 | 圣皮埃尔德苏西 1981年－2019年 |
| 月份                          | 1月                           | 2月                           | 3月                           | 4月                           | 5月                           | 6月                           | 7月                           | 8月                           | 9月                           | 10月                          | 11月                          | 12月                          | 全年                          |
| ----------------------------- | ----------------------------- | ----------------------------- | ----------------------------- | ----------------------------- | ----------------------------- | ----------------------------- | ----------------------------- | ----------------------------- | ----------------------------- | ----------------------------- | ----------------------------- | ----------------------------- | ----------------------------- |
| 历史最高温 °C（°F）           | 16.5 (61.7)                   | 20.6 (69.1)                   | 26.2 (79.2)                   | 30.4 (86.7)                   | 33.6 (92.5)                   | 37.2 (99.0)                   | 39.6 (103.3)                  | 41.2 (106.2)                  | 32 (90)                       | 29 (84)                       | 23 (73)                       | 21.3 (70.3)                   | 41.2 (106.2)                  |
| 平均高温 °C（°F）             | 5 (41)                        | 7.7 (45.9)                    | 12.8 (55.0)                   | 16.6 (61.9)                   | 21.2 (70.2)                   | 24.8 (76.6)                   | 27.8 (82.0)                   | 26.8 (80.2)                   | 22.2 (72.0)                   | 16.6 (61.9)                   | 9.4 (48.9)                    | 5.3 (41.5)                    | 16.4 (61.5)                   |
| 日均气温 °C（°F）             | 1.4 (34.5)                    | 3.2 (37.8)                    | 7.2 (45.0)                    | 10.6 (51.1)                   | 15.1 (59.2)                   | 18.5 (65.3)                   | 21.1 (70.0)                   | 20.4 (68.7)                   | 16.5 (61.7)                   | 11.9 (53.4)                   | 5.7 (42.3)                    | 2 (36)                        | 11.1 (52.0)                   |
| 平均低温 °C（°F）             | −2.2 (28.0)                   | −1.3 (29.7)                   | 1.7 (35.1)                    | 4.6 (40.3)                    | 9.1 (48.4)                    | 12.3 (54.1)                   | 14.4 (57.9)                   | 13.9 (57.0)                   | 10.8 (51.4)                   | 7.1 (44.8)                    | 1.9 (35.4)                    | −1.2 (29.8)                   | 5.9 (42.6)                    |
| 历史最低温 °C（°F）           | −20.7 (−5.3)                  | −15.1 (4.8)                   | −9 (16)                       | −4.6 (23.7)                   | −0.5 (31.1)                   | 2.2 (36.0)                    | 6.2 (43.2)                    | 4.8 (40.6)                    | 1 (34)                        | −3.6 (25.5)                   | −11.8 (10.8)                  | −12.2 (10.0)                  | −20.7 (−5.3)                  |
| 平均降水量 mm（）             | 95.1 (3.74)                   | 82.9 (3.26)                   | 83.6 (3.29)                   | 87.2 (3.43)                   | 95.1 (3.74)                   | 99.9 (3.93)                   | 79.2 (3.12)                   | 93.9 (3.70)                   | 94.2 (3.71)                   | 100.7 (3.96)                  | 101.5 (4.00)                  | 95.8 (3.77)                   | 1,109.1 (43.67)               |
| 月均日照時數                  | 77.7                          | 104.4                         | 156.7                         | 172.8                         | 202.5                         | 234                           | 260.1                         | 232.5                         | 176.3                         | 121.4                         | 71.2                          | 60.6                          | 1,870.2                       |
| 来源：infoclimat.fr           |                               |                               |                               |                               |                               |                               |                               |                               |                               |                               |                               |                               |                               |

## 行政区划
蓬沙拉的市镇编号为38314，邮政编号为38530。
在行政管理方面，蓬沙拉隶属于法国奥弗涅-罗讷-阿尔卑斯大区伊泽尔省格勒诺布尔区；在地方选举方面，蓬沙拉是上格雷西沃当县的中央投票站所在地，其市镇范围全境被划入伊泽尔省第五选区；在社会管理方面，蓬沙拉是格雷西沃当市镇公共社区的组成部分。
截至2023年9月，蓬沙拉市镇范围内暂无任何城市敏感街区及城市政策优先街区。
法国国家统计与经济研究所（简称）在进行数据统计时，将蓬沙拉及相邻的另外4个市镇设为蓬沙拉城市核心区（Unité urbaine de Pontcharra），但未将其划入任何城市区（Aire urbaine）。自2020年起，蓬沙拉被划入包含204个市镇的格勒诺布尔城市辐射区。此外，还将蓬沙拉市镇分为了两个“块区”（IRIS），以便于统计人口分布情况。

## 交通

### 公路
伊泽尔省省道D90线、D287线、D288线、D523线、D523A线、D523B线和D525B线在蓬沙拉交汇。奥弗涅-罗讷-阿尔卑斯城际巴士（商业名称为）下属的S03线和S05线停靠蓬沙拉，可直通尚贝里和热隆河畔沙穆。
| 22 | 3.3 |

| 格勒诺布尔 | 39 |

| 尚贝里 | 26 |

| 蒙梅利扬 | 11 |

2020年，79.8%的蓬沙拉家庭拥有至少一辆私人汽车。2021年，蓬沙拉境内共发生各类交通事故1起，造成2人重伤。

### 铁路

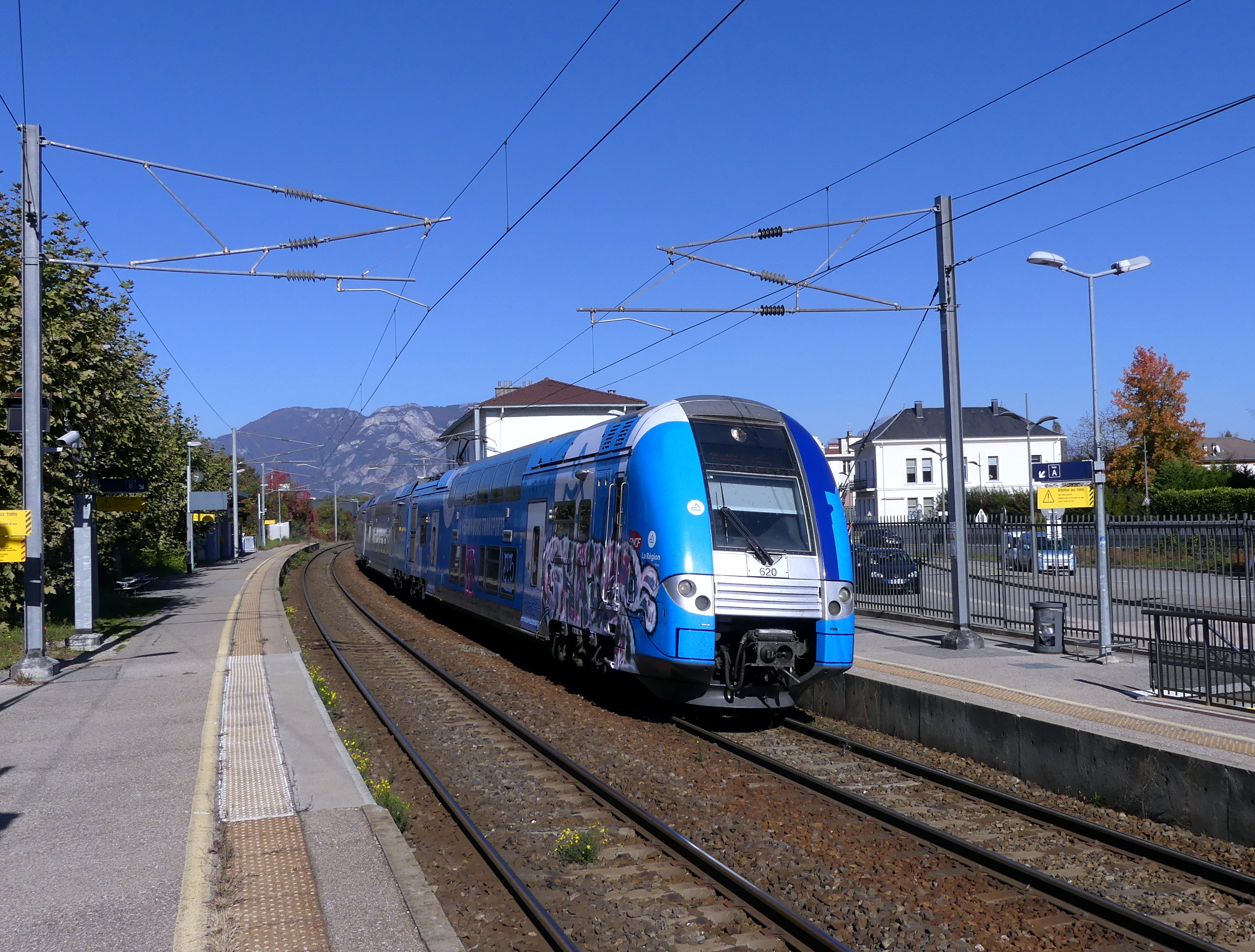
布雷达河畔蓬沙拉火车站内停靠的一辆区域列车

蓬沙拉位于格勒诺布尔－蒙梅利扬铁路上，布雷达河畔蓬沙拉-阿勒瓦尔站位于市区西部，该站停靠往返于格勒诺布尔和尚贝里一线的区域列车，部分班次可直通阿讷西及瓦朗斯。

### 航空
距离蓬沙拉最近的民用航空站为109公里外的里昂圣埃克絮佩里机场。

### 城市公共交通
蓬沙拉是格雷西沃当公共汽车（商业名称为）的服务范围。截至2023年9月，该系统共包括数十条各类公交线路，其中公交G5线、G50线、G51线、G60线、Navpro C线和多条校车线路经过蓬沙拉市区内的主要街道和居民区。

## 政治

### 市政内阁

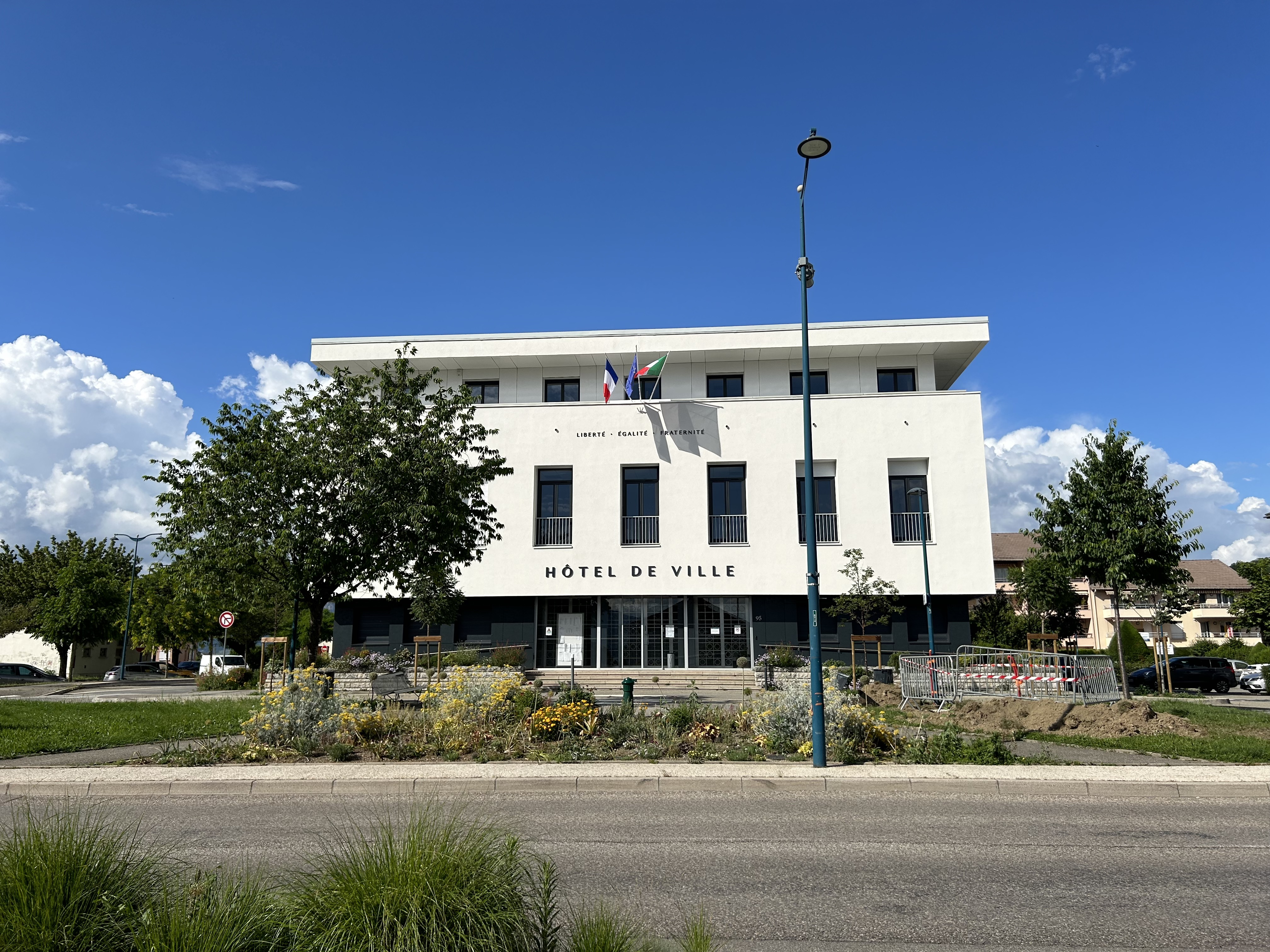
蓬沙拉市政厅

蓬沙拉的现任市长为克里斯托夫·博尔格先生（Christophe BORG），他是共和党的一名成员，在2020年的市政选举中获得了60.02%的支持率。
| 蓬沙拉历届市长         | 蓬沙拉历届市长                    | 蓬沙拉历届市长              |
| 任期                   | 市长                              | 党派                        |
| ---------------------- | --------------------------------- | --------------------------- |
| （1959年以前资料暂缺） |                                   |                             |
| 1959年－1971年         | Louis DERRION 路易·代里翁         | 不详                        |
| 1971年－1983年         | Jean MÉNÉTREY 让·梅内特雷         | 不详                        |
| 1983年－2014年         | Charles BICH 夏尔·比克            | PS社会党                    |
| 2014年－               | Christophe BORG 克里斯托夫·博尔格 | DVD右翼无党派人士 →LR共和黨 |

### 各级选举
| 蓬沙拉历届投票选举结果 | 蓬沙拉历届投票选举结果 | 蓬沙拉历届投票选举结果 | 蓬沙拉历届投票选举结果 | 蓬沙拉历届投票选举结果          | 蓬沙拉历届投票选举结果 | 蓬沙拉历届投票选举结果 | 蓬沙拉历届投票选举结果          | 蓬沙拉历届投票选举结果 | 蓬沙拉历届投票选举结果 |
| 选举项目               | 选举范围               | 选区单位               | 选区单位内的选举结果   | 选区单位内的选举结果            | 选区单位内的选举结果   | 选区单位内的选举结果   | 选区单位内的选举结果            | 选区单位内的选举结果   | 参考资料               |
| 选举项目               | 选举范围               | 选区单位               | 第一轮胜出者           | 第一轮胜出者                    | 支持率                 | 第二轮胜出者           | 第二轮胜出者                    | 支持率                 | 参考资料               |
| ---------------------- | ---------------------- | ---------------------- | ---------------------- | ------------------------------- | ---------------------- | ---------------------- | ------------------------------- | ---------------------- | ---------------------- |
| 2017年法國總統選舉     | 法國                   | 市镇                   |                        | 埃马纽埃尔·马克龙               | 23.96%                 |                        | 埃马纽埃尔·马克龙               | 63.63%                 | [ 25 ]                 |
| 2017年法国立法选举     | 伊泽尔省第五选区       | 市镇                   |                        | 凯瑟琳·卡莫夫斯基               | 35.82%                 |                        | 凯瑟琳·卡莫夫斯基               | 64.09%                 | [ 25 ]                 |
| 2019年欧洲议会选举     | 法國                   | 市镇                   |                        | 若尔当·巴尔代拉                 | 23.15%                 | （不适用）             | （不适用）                      | （不适用）             | [ 27 ]                 |
| 2021年法国省级选举     | 伊泽尔省               | 县                     |                        | 克里斯托夫·博尔格 马尔蒂娜·科利 | 45.3%                  |                        | 克里斯托夫·博尔格 马尔蒂娜·科利 | 56.65%                 | [ 28 ]                 |
| 2021年法国省级选举     | 伊泽尔省               | 市镇                   |                        | 克里斯托夫·博尔格 马尔蒂娜·科利 | 53.71%                 |                        | 克里斯托夫·博尔格 马尔蒂娜·科利 | 61.79%                 | [ 28 ]                 |
| 2021年法国大区选举     |                        | 市镇                   |                        | 洛朗·沃基耶                     | 36.49%                 |                        | 洛朗·沃基耶                     | 45.64%                 | [ 29 ]                 |
| 2022年法国总统选举     | 法國                   | 市镇                   |                        | 玛丽娜·勒庞                     | 25.46%                 |                        | 埃马纽埃尔·马克龙               | 56.99%                 | [ 25 ]                 |
| 2022年法国立法选举     | 伊泽尔省第五选区       | 市镇                   |                        | 热雷米·约尔达诺夫               | 31.21%                 |                        | 热雷米·约尔达诺夫               | 52.37%                 | [ 25 ]                 |

## 人口
2020年，蓬沙拉市镇人口数量为7,349，在法国排名第1,446位。其中男性3,625人，女性3,724人，75岁及以上人口占8.5%，外籍人口数量为382人，人口密度为472人/平方公里，当地居民被称为（男性）或（女性）。2021年，蓬沙拉境内出生97人，死亡人口71人。
| 蓬沙拉1901年－2020年人口变化情况 |
|                                  |
| 数据来源：Cassini、INSEE         |

## 经济

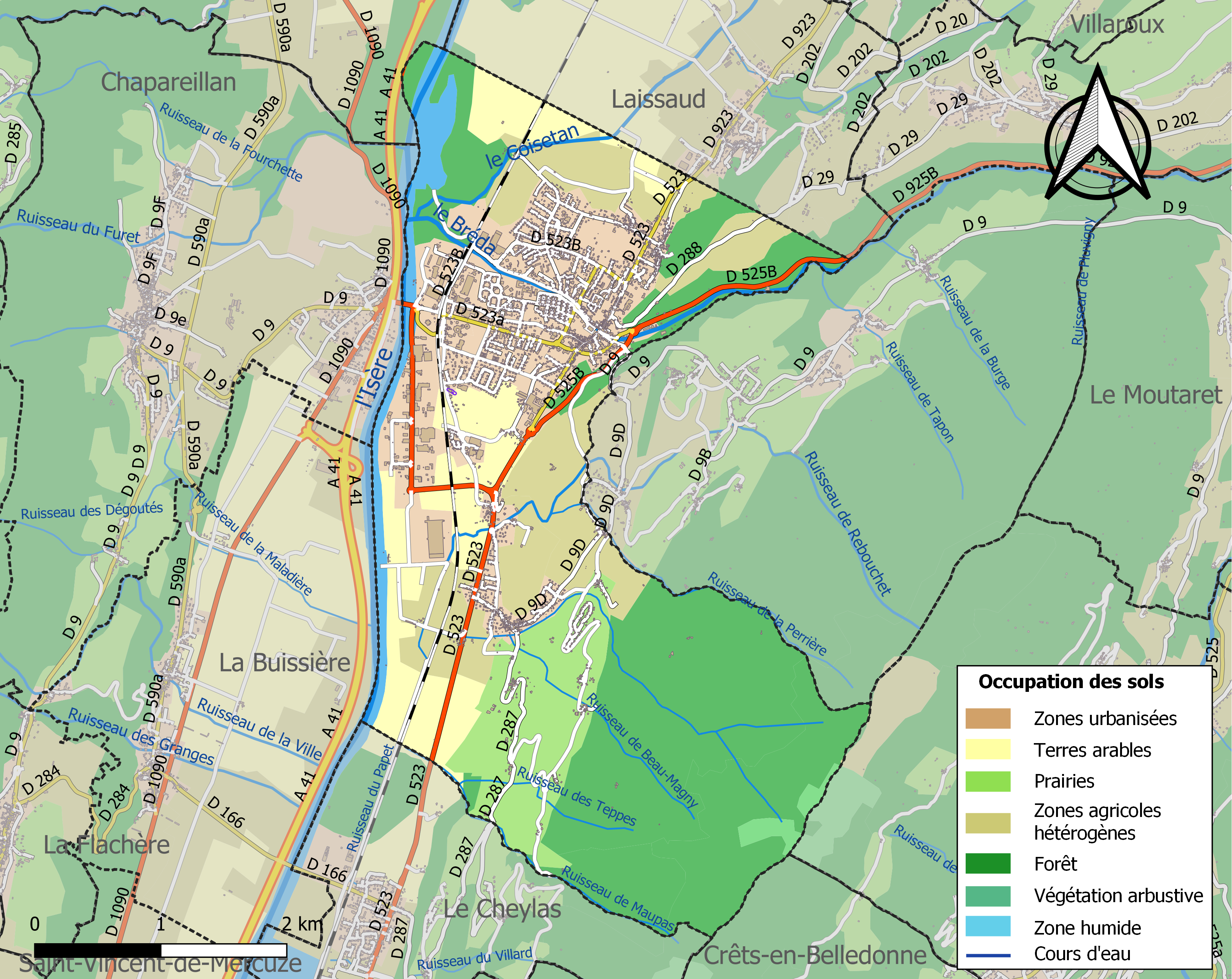
蓬沙拉土地利用情况地图

蓬沙拉是一个区域性的中心城市。截至2023年9月，蓬沙拉市镇范围内共有各类用人单位（包含自雇）1,067家，平均历史为15年，其中98.99%为中小型企业（PME），2023年7月至9月间，当地的经济活力指数为0.84%。 （大型零售）、（纸箱）及（工业辅助设备）是当地2021年营业额最高的三个企业，分别为48,809,349欧元、21,496,727欧元和9,594,975欧元。

## 财政与居民收入
2021年，蓬沙拉的财政收入总额为8,476,300欧元，财政支出总额为7,895,920欧元，当年的债务总额为5,338,200欧元。2021年，蓬沙拉市镇通过增值税获得585,660欧元的收入，此外当地还共获得了408,860欧元的国家直接财政补助。
2019年，蓬沙拉的人均月收入总额为2,595欧元，其中高级职员为3,720欧元，低于法国平均水平（4,230欧元）；中级职员为2,497欧元，高于法国平均水平（2,411欧元）；普通职员为1,773欧元，高于法国平均水平（1,740欧元）。
2020年，蓬沙拉境内的贫困率为11%，青壮年（15至64岁）失业率为8.4%；2022年，当地48.7%的家庭拥有纳税资格，平均纳税3,069欧元，低于法国平均水平（4,393欧元）。

## 社会事务

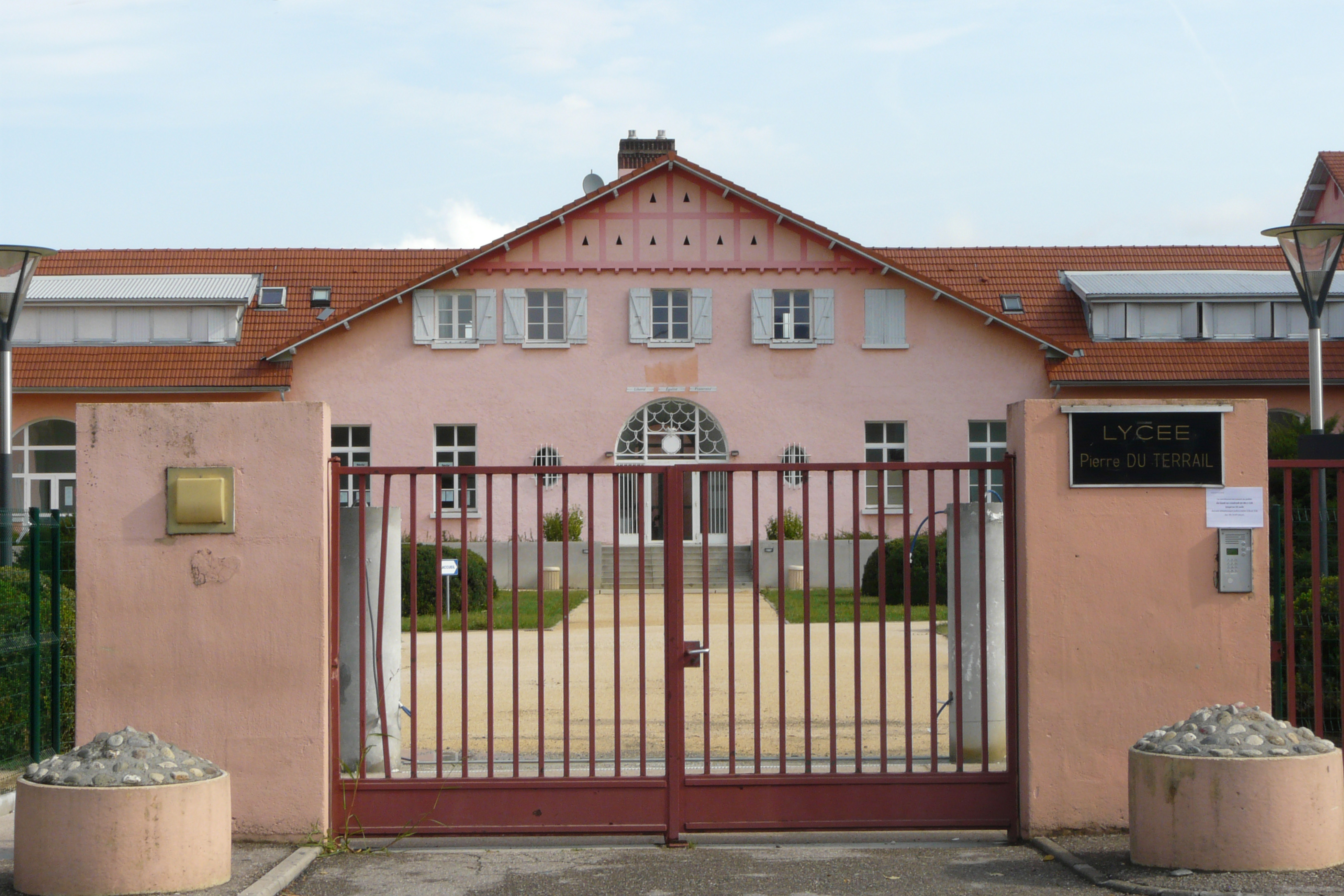
皮埃尔·迪泰拉伊高级中学

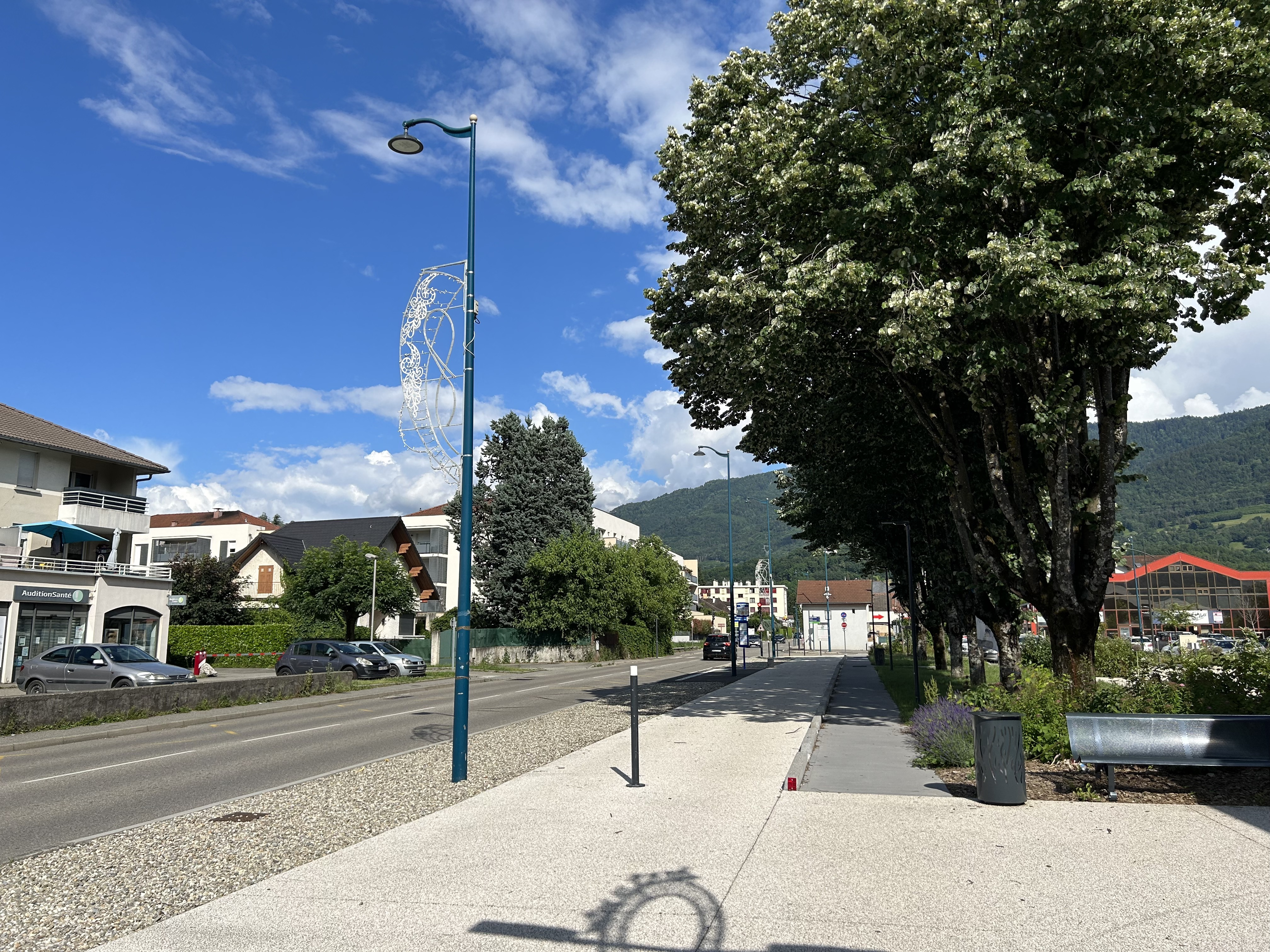
镇中心的车站大街

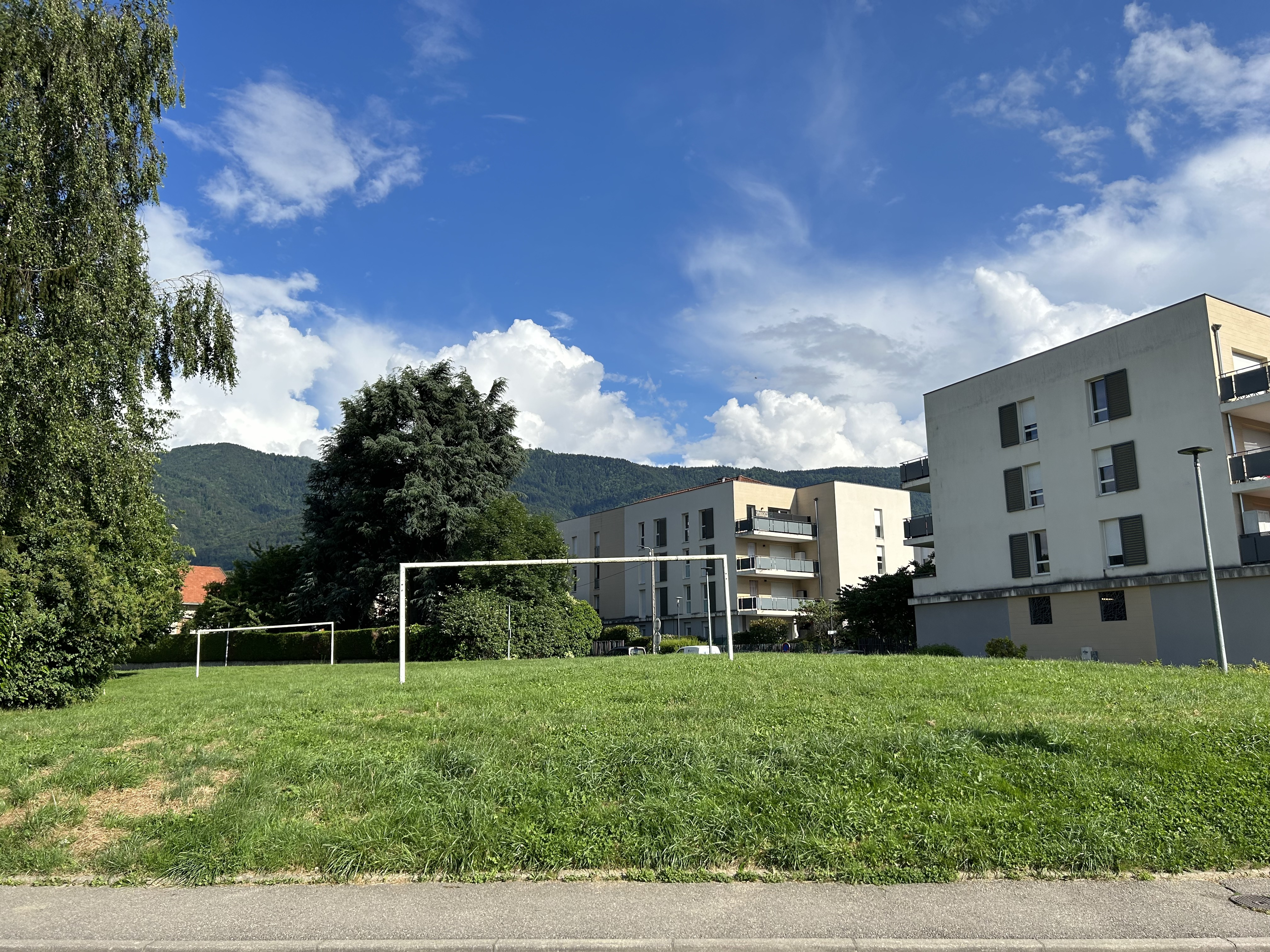
一处街头足球场地

### 教育
蓬沙拉属于格勒诺布尔学区。截至2021年1月1日，蓬沙拉境内共有1所幼儿园、3所小学、1所初级中学和1所普通高中。2021至2022学年度，蓬沙拉境内共有在校中等教育阶段学生1,668名。

### 医疗
截至2021年1月1日，蓬沙拉境内共有全科医生12名、保健师20名、牙医6名、护士24名、眼科医生1名、皮肤科医生1名、助产士1名和妇科医生1名。境内共有药房2家。
距离蓬沙拉最近的区域性医疗机构为萨瓦都会中心医院，其主病区位于尚贝里市区，距离蓬沙拉市区的正常车程大约23分钟，该院设有床位557个，是当地规模最大的公立综合性医院。

### 住房
2020年，蓬沙拉境内共有各类住房3,596套，其中49.9%为独立式居民区，49.2%为集中式居民区。常住房屋占蓬沙拉市镇范围内居民建筑总量的88.7%。
在住房保障政策方面，2022年，蓬沙拉境内共有387户家庭获得了住房经济补助，受益人数占总人口数量的6.6%，其中367份为房租补助。

### 商业
2021年，蓬沙拉境内共有各类实体商铺192家，其中餐厅21家、大型超市3家、杂货店2家、面包房5家、肉铺2家、书店2家、装饰品店1家、银行门店6家、美容美发店12家、汽车维修店18家。市区西部建有Super U、Lidl、Mr.Bricolage等购物商场。

### 体育
2021年，蓬沙拉境内共有1家游泳池、2间体育馆、2座综合体育场、3处网球场、2处足球或橄榄球场以及1处篮球或排球场。
截至2023年9月，蓬沙拉体育联盟（A.S. Pontcharra，编号580990）是蓬沙拉境内唯一的一家注册足球俱乐部。该俱乐部成立于2022年，其主场为弗里博岛球场（Stade de l'Île Fribaud）。

### 环境
蓬沙拉的环境事务由其所属的格雷西沃当市镇公共社区联合各级政府协调负责。2021年，蓬沙拉境内共有4家污染企业。

### 治安
2021年，蓬沙拉市镇范围内共有1处宪兵队。
蓬沙拉及其附近的共65个市镇是梅朗国家宪兵队（zone gendarmerie de Meylan）的管辖范围。2020年，该宪兵队累计记录各类案件8,361起，其中盗窃类案件4,961起，经济类案件989起，毒品交易类案件428起。

## 文化

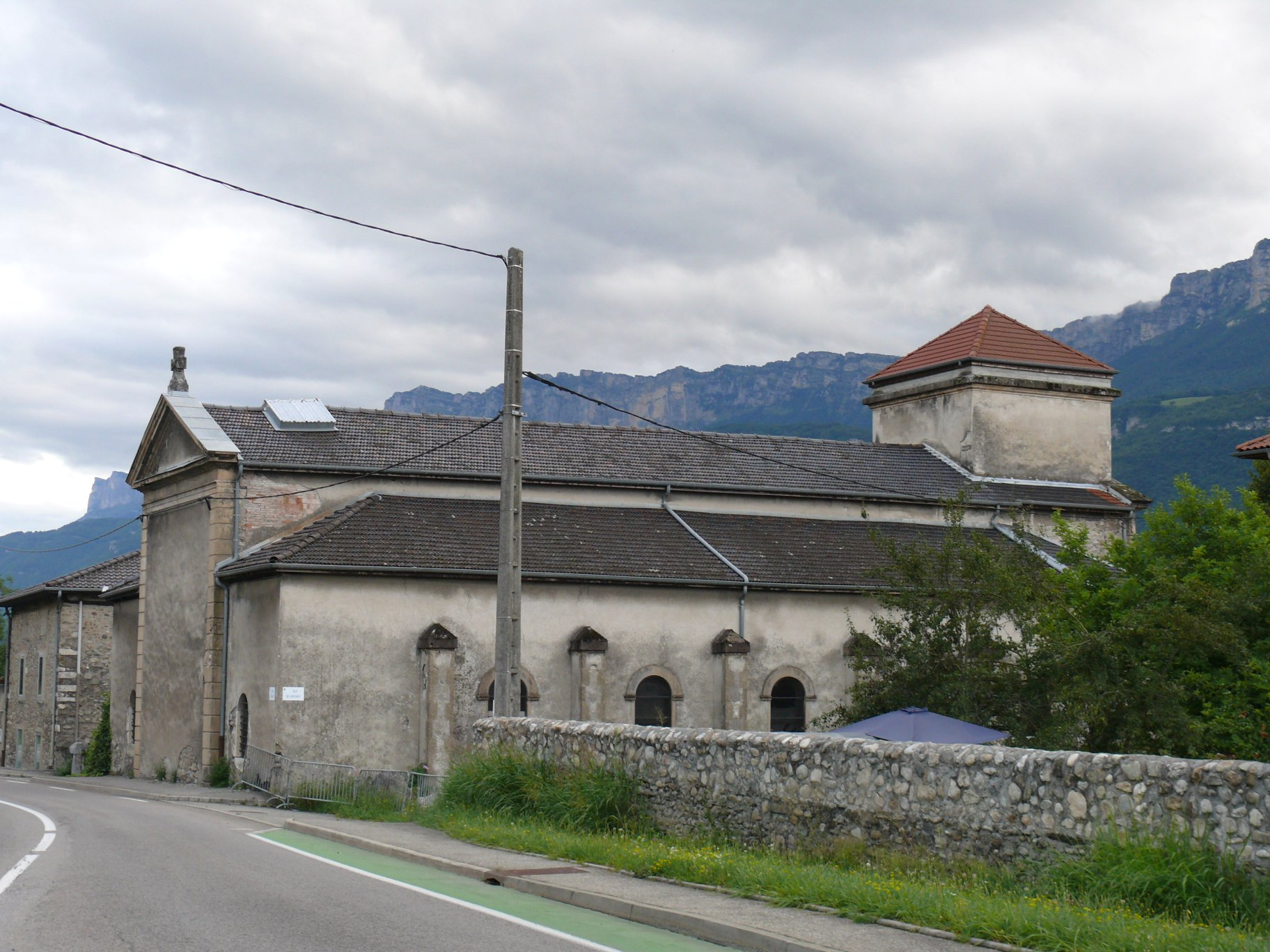
圣洁教堂

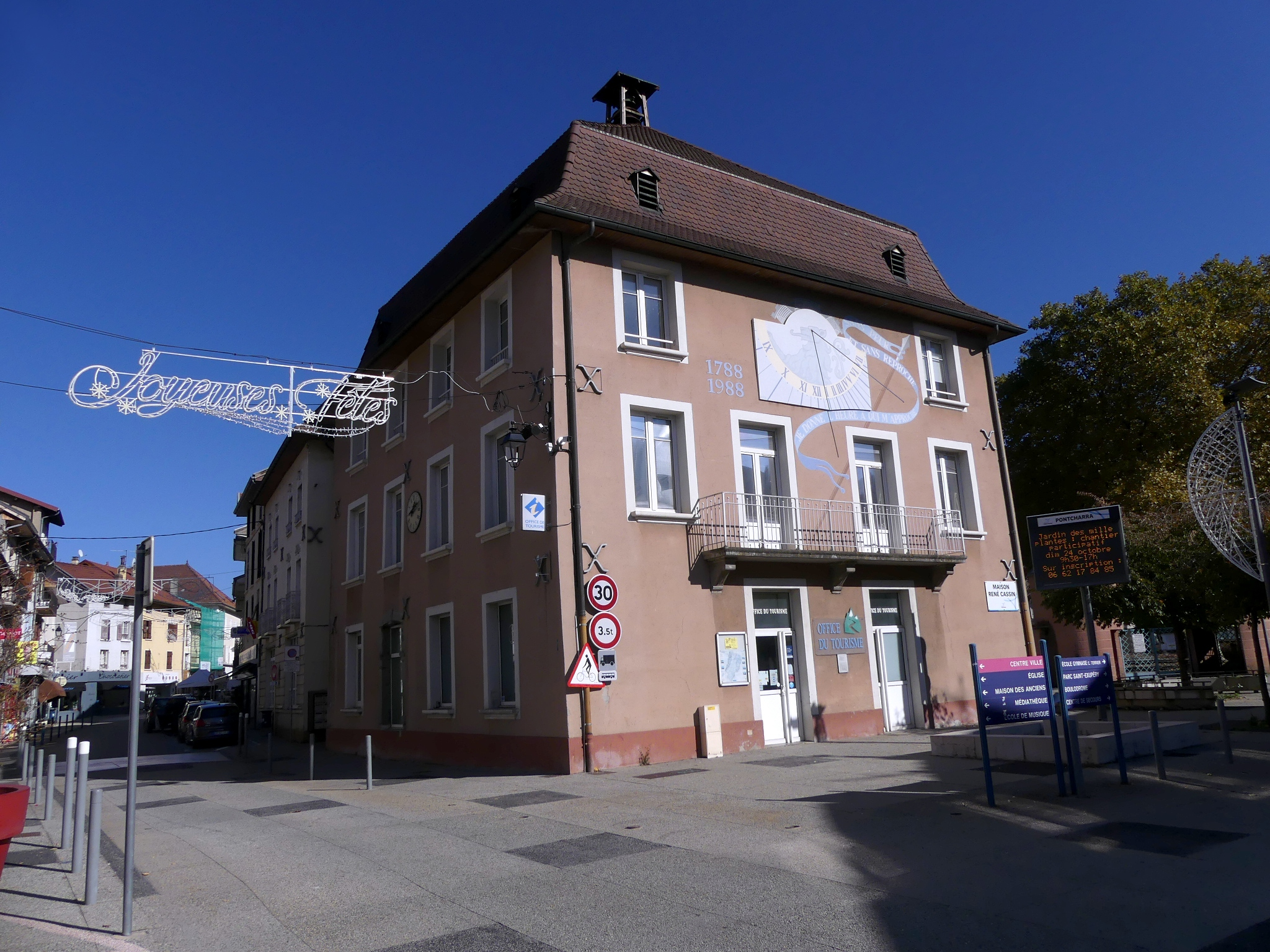
旅游集散中心

2021年，蓬沙拉境内共有1家剧场和1家电影院。蓬沙拉境内建有让·佩勒兰多媒体中心（Médiathèque Jean Pellerin），每周二至六向公众开放。

### 建筑
蓬沙拉境内有多处历史建筑，其中巴亚尔城堡遗址为法国国家文物保护单位，镇中心的圣洁教堂（Église de la Sainte-Vierge de Pontcharra）则为当地的地标性建筑物。

### 旅游
蓬沙拉的旅游事务由其所属的格雷西沃当市镇公共社区负责。2023年，蓬沙拉境内暂无任何游客接待设施，当地镇中心建有一处旅游咨询中心（Office de Tourisme）。

### 媒体
法国主要的媒体均可在蓬沙拉接收，法国电视三台下属的奥弗涅-罗讷-阿尔卑斯大区频道在部分时段播出蓬沙拉所在伊泽尔省的地方新闻。蓝色法兰西伊泽尔广播、蓝色法兰西萨瓦广播、Scoop广播、《自由多菲内报》等是当地主要的地方性媒体。

## 相关人物
法兰西王国骑士皮埃尔·泰拉伊·德·巴亚尔、法国赛车手勒内·阿尔努和女子自行车运动员玛丽昂·博拉出生于蓬沙拉。

## 友好城市
截至2023年9月，蓬沙拉共与一座城市建立了友好城市关系：
- 義大利 罗瓦森达